# Lepidophorella brachycephala
Lepidophorella brachycephala är en urinsektsart som först beskrevs av R. Moniez 1894.  Lepidophorella brachycephala ingår i släktet Lepidophorella och familjen långhornshoppstjärtar. Inga underarter finns listade i Catalogue of Life.